# Longomontanus (cráter)

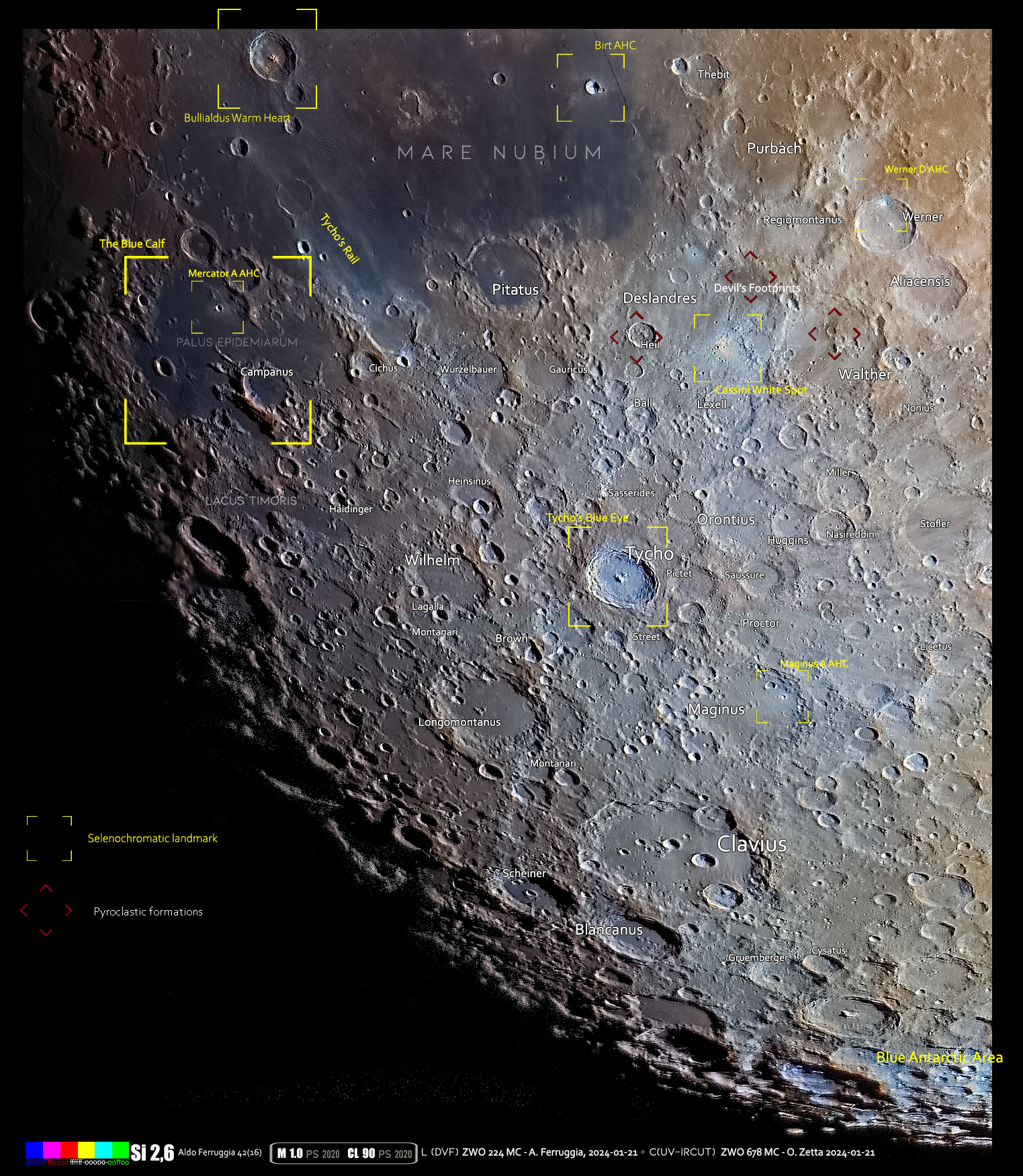
Área del cráter en formato selenocromático

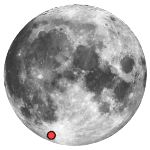
Longomontanus sobre el globo lunar

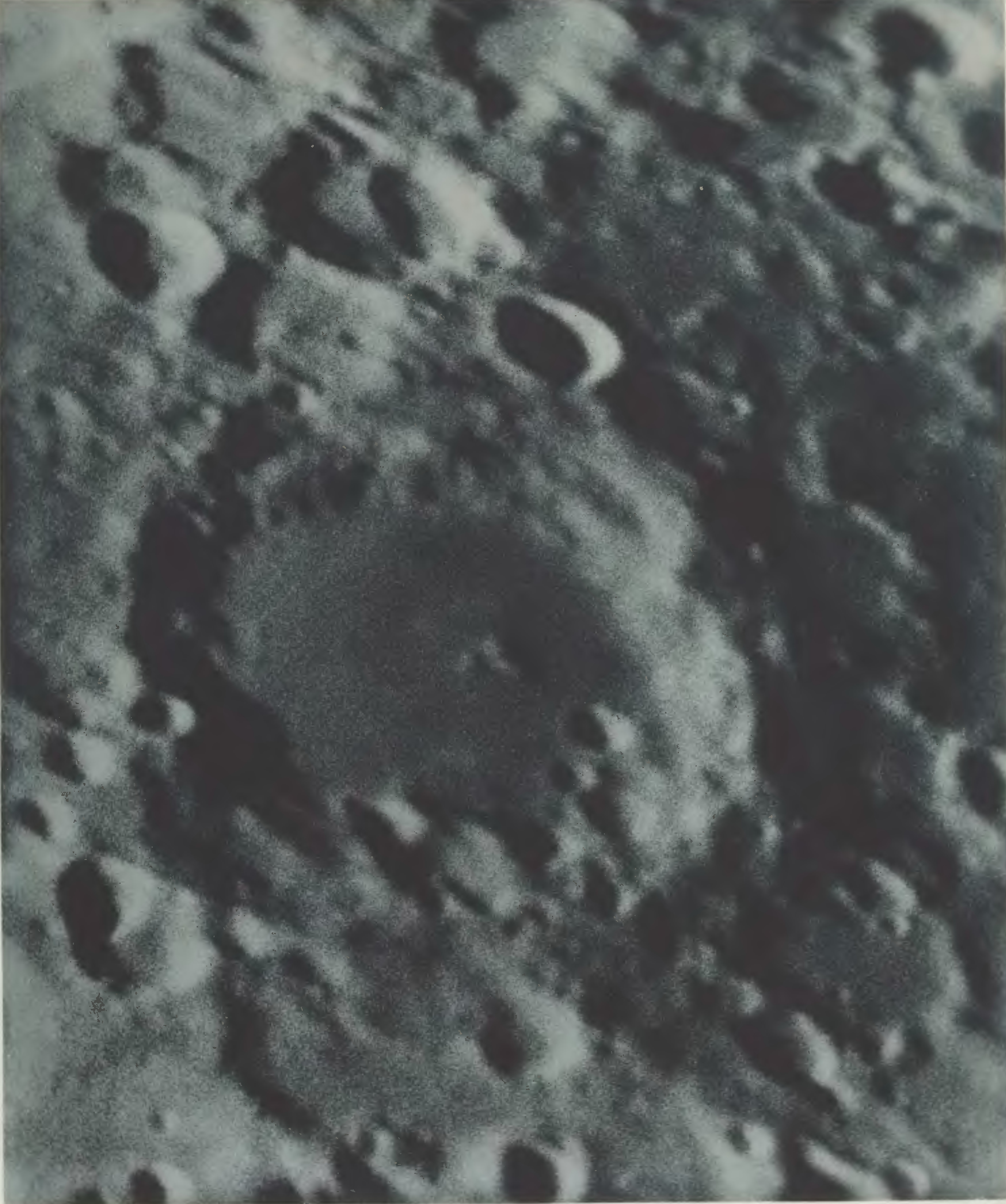
Fotografía de Longomontanus. Weinek Mond Atlas (1899)

Longomontanus es un antiguo cráter de impacto lunar ubicado en las accidentadas tierras altas del sur, al suroeste del cráter de rayos brillantes Tycho. Es de la variedad de grandes formaciones lunares a veces denominada "llanura amurallada", aunque haya quedado reducido a poco más que una depresión circular en la superficie lunar. Debido a su localización, Longomontanus aparece claramente con forma oval debido al escorzo.
Al sureste de Longomontanus aparece la formación aún más grande Clavius, y al este se localiza Maginus. Al norte del borde se encuentra el cráter irregular Montanari, que a su vez se une por su lado norte a Wilhelm.
La pared de Longomontanus está muy desgastada e interrumpida por impactos pasados, y aparece prácticamente nivelada con el terreno circundante. El lado norte está especialmente afectado por múltiples cráteres que se solapan. Al este del brocal aparece una cresta semicircular que tiene la apariencia del borde de otro cráter superpuesto. El suelo de Longomontanus es relativamente plano, con un grupo de bajos picos centrales algo desplazados al oeste.

## Cráteres satélite
Por convención estos elementos son identificados en los mapas lunares poniendo la letra en el lado del punto medio del cráter que está más cercano a Longomontanus.
|               | \| Longomontanus \| Coordenadas \| Diámetro \| \| ------------- \| ------------------------------ \| -------- \| \| A \| 52°48′S 24°00′O / -52.8, -24.0 \| 29 km \| \| B \| 52°54′S 20°42′O / -52.9, -20.7 \| 48 km \| \| C \| 53°24′S 19°00′O / -53.4, -19.0 \| 31 km \| \| D \| 54°18′S 22°54′O / -54.3, -22.9 \| 29 km \| \| E \| 51°24′S 18°00′O / -51.4, -18.0 \| 8 km \| \| F \| 48°12′S 23°30′O / -48.2, -23.5 \| 19 km \| \| G \| 48°42′S 18°30′O / -48.7, -18.5 \| 15 km \| \| H \| 52°00′S 23°12′O / -52.0, -23.2 \| 7 km \| \| K \| 47°54′S 20°54′O / -47.9, -20.9 \| 15 km \| \| L \| 49°06′S 23°36′O / -49.1, -23.6 \| 16 km \| \| M \| 48°36′S 23°12′O / -48.6, -23.2 \| 10 km \| \| N \| 50°48′S 25°42′O / -50.8, -25.7 \| 12 km \| \| P \| 48°06′S 25°18′O / -48.1, -25.3 \| 7 km \| \| Q \| 52°00′S 20°30′O / -52.0, -20.5 \| 11 km \| \| R \| 52°24′S 26°06′O / -52.4, -26.1 \| 9 km \| \| S \| 47°24′S 23°18′O / -47.4, -23.3 \| 12 km \| \| T \| 46°48′S 22°42′O / -46.8, -22.7 \| 5 km \| \| U \| 52°00′S 22°00′O / -52.0, -22.0 \| 7 km \| \| V \| 50°42′S 18°54′O / -50.7, -18.9 \| 5 km \| \| W \| 47°06′S 21°18′O / -47.1, -21.3 \| 10 km \| \| X \| 53°00′S 17°42′O / -53.0, -17.7 \| 5 km \| \| Y \| 52°18′S 28°12′O / -52.3, -28.2 \| 4 km \| \| Z \| 50°00′S 18°42′O / -50.0, -18.7 \| 95 km \| |          |
| Longomontanus | Coordenadas | Diámetro |
| A             | 52°48′S 24°00′O / -52.8, -24.0 | 29 km    |
| B             | 52°54′S 20°42′O / -52.9, -20.7 | 48 km    |
| C             | 53°24′S 19°00′O / -53.4, -19.0 | 31 km    |
| D             | 54°18′S 22°54′O / -54.3, -22.9 | 29 km    |
| E             | 51°24′S 18°00′O / -51.4, -18.0 | 8 km     |
| F             | 48°12′S 23°30′O / -48.2, -23.5 | 19 km    |
| G             | 48°42′S 18°30′O / -48.7, -18.5 | 15 km    |
| H             | 52°00′S 23°12′O / -52.0, -23.2 | 7 km     |
| K             | 47°54′S 20°54′O / -47.9, -20.9 | 15 km    |
| L             | 49°06′S 23°36′O / -49.1, -23.6 | 16 km    |
| M             | 48°36′S 23°12′O / -48.6, -23.2 | 10 km    |
| N             | 50°48′S 25°42′O / -50.8, -25.7 | 12 km    |
| P             | 48°06′S 25°18′O / -48.1, -25.3 | 7 km     |
| Q             | 52°00′S 20°30′O / -52.0, -20.5 | 11 km    |
| R             | 52°24′S 26°06′O / -52.4, -26.1 | 9 km     |
| S             | 47°24′S 23°18′O / -47.4, -23.3 | 12 km    |
| T             | 46°48′S 22°42′O / -46.8, -22.7 | 5 km     |
| U             | 52°00′S 22°00′O / -52.0, -22.0 | 7 km     |
| V             | 50°42′S 18°54′O / -50.7, -18.9 | 5 km     |
| W             | 47°06′S 21°18′O / -47.1, -21.3 | 10 km    |
| X             | 53°00′S 17°42′O / -53.0, -17.7 | 5 km     |
| Y             | 52°18′S 28°12′O / -52.3, -28.2 | 4 km     |
| Z             | 50°00′S 18°42′O / -50.0, -18.7 | 95 km    |